# Josef Lenz
Josef Lenz (8 de febrero de 1935-3 de mayo de 2023) fue un deportista alemán que compitió para la RFA en luge. Ganó una medalla de oro en el Campeonato Europeo de Luge de 1962, en la prueba individual.

## Palmarés internacional
| Campeonato Europeo | Campeonato Europeo    | Campeonato Europeo | Campeonato Europeo |
| Año                | Lugar                 | Medalla            | Prueba             |
| ------------------ | --------------------- | ------------------ | ------------------ |
| 1962               | Weissenbach (Austria) | Medalla de oro     | Individual         |